# Abdulla Oripov (Dichter)

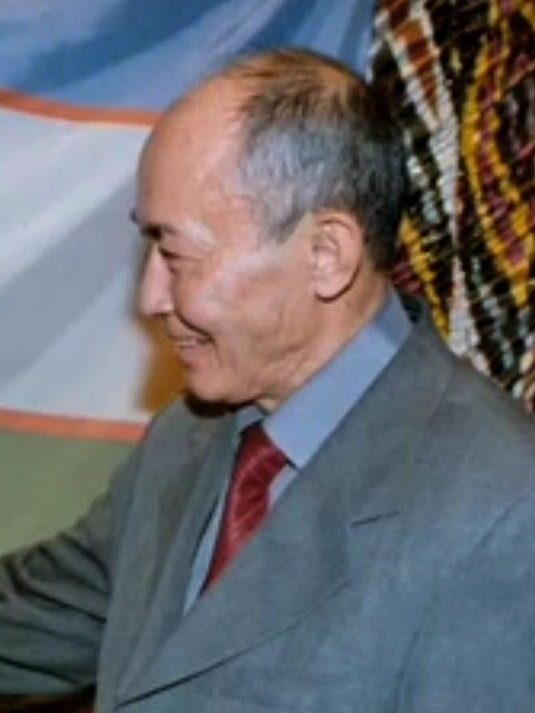
Abdulla Oripov (2018)

Abdulla Oripov (* 21. März 1941 in Nekoʻz, Rajon Koson (russisch Касан Kassan), Provinz Qashqadaryo, Usbekische SSR; † 5. November 2016 in Houston, Vereinigte Staaten) war ein sowjetischer bzw. usbekischer Dichter, ein Klassiker usbekischer Poesie, Held Usbekistans (1998), Volksdichter der UdSSR (1883), Staatsmann und eine Person des öffentlichen Lebens. Er ist Autor des Textes der usbekischen Nationalhymne.

## Leben
Sein Vater, Orifboy Ubaydulla oʻgʻli, war der Kolchosvorsitzende der Provinz Qashqadaryo. Abdulla Oripov war das jüngste Kind und hatte vier Schwestern und drei Brüder. Nach dem Schulabschluss 1958 mit einer Goldmedaille setzte er seine Bildung im Fachbereich Journalismus der philologischen Fakultät der Staatlichen Universität Taschkent fort. Nachdem er die Universität 1963 mit Auszeichnung abgeschlossen hatte, hat er als Redakteur im Verlag „Josch gwardija“, als Redakteur und Chefredakteur (1967–1974) im Gʻafur-Gʻulom-Verlag für Literatur und Kunst und als Leiter der Zweigstelle (1974–1976) des Magazins Stern des Ostens gearbeitet. Von 1976 bis 1982 war er literarischer Berater der Union der Schriftsteller Usbekistans, Sekretär der Abteilung der Region Taschkent (1982–1983), Chefredakteur (1983–1985) des Magazins Gulhan sowie ab 1985 Sekretär und von 1996 bis 2009 Vorsitzender der Union der Schriftsteller Usbekistans.
Im Jahr 1988 wurde er zum Vorsitzenden des Komitees für Urheberrechtsschutz Usbekistans ernannt. Er wurde zum Abgeordneten des Oliy Majlis der ersten und zweiten Legislaturperiode sowie im Januar 2005 zum Senator gewählt. Im Jahr 1998 erhielt er den Ehrentitel „Held von Usbekistan“. Abdulla Oripov war verheiratet, er hatte fünf Töchter und einen Sohn. Er wurde auf dem Friedhof „Chigatay“ in Taschkent beerdigt.